# Desert Tech HTI
Desert Tech HTI  (Hard Target Interdiction) — магазинна снайперська гвинтівка із поздовжньо-ковзним затвором, у компонуванні «булпап», завдяки чому вона є значно коротшою (+1162 мм замість 1448 мм) і легшою (9 кг замість 14 кг) від гвинтівки Barrett M107.

## Розробка
Вперше модульна снайперська гвинтівка Desert Tech HTI (Hard Target Interdiction) була представлена 1 травня 2012 року. Ця модель являє собою збільшену копію снайперської гвинтівки Desert Tech SRS / PSR (Stealth Recon Scout / Precision Sniper Rifle).

## Опис
Гвинтівка HTI є однією з найлегших і найкомпактніших гвинтівок цього класу. Досягнуто це, зокрема, застосуванням легких конструкційних матеріалів, таких як міцні полімери, авіаційні алюмінієві сплави (7075-T6), а також високоміцних сталей.
Монолітна ствольна коробка виконана в формі повнорозмірного шасі, що не потребує застосування спеціального інтерфейсу для посадки стовбура в ложі. Матчевий стовбур несе на зовнішній поверхні поздовжні канавки і оснащений чотирикамерним дульним гальмом типу DT QD.
Кут повороту затвора при відмикання 60°. Спуск матчевий, має регулювання по зусиллю, ходу і попередженню. Двосторонній запобіжник перемикається без відриву руки від рукоятки. Засувка магазина уможливлює зміну магазина однією рукою, так що при цій операції позиція стрільця не змінюється.
Гвинтівка оснащена регульованою щокою, потиличником і додатковою задньою опорою. Передбачено також буферний пристрій для пом'якшення віддачі.

## Використання
Desert Tech HTI було закуплено низкою країн, зокрема, Україною. У жовтні 2015 року це підтвердив директор компанії ТОВ «Тактичні системи» Ігор Ігнатьєв. Відомо, що перші гвинтівки (різних калібрів, від 6,5 до 12,7 мм) у 2015 році вже надійшли на озброєння снайперів Національної гвардії і СБУ. Тоді ж Держдепартамент США схвалив отримання ліцензії на експорт в Україну боєприпасів для снайперських гвинтівок, у тому числі і калібру 12,7 мм.